# Oued

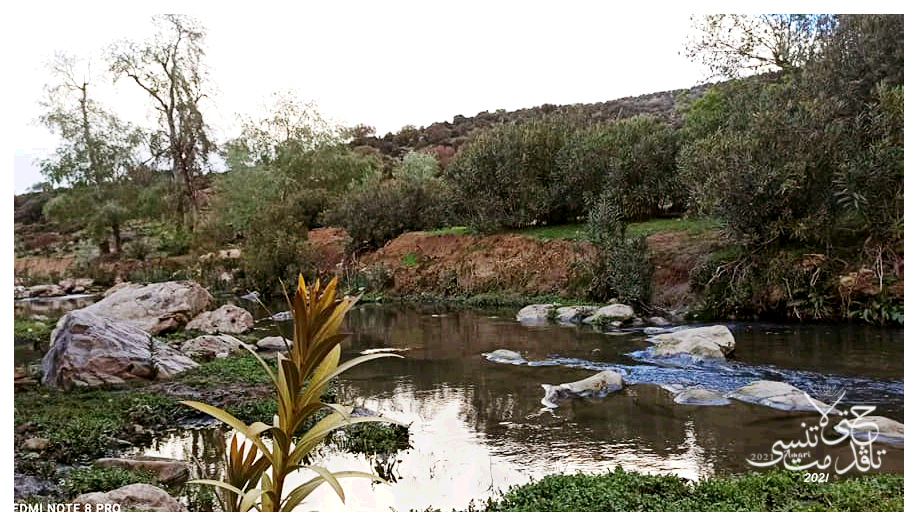
L'Oued Mina en Algérie.

« Oued » ou « ouadi » (emprunté à l’arabe وادي (wādī), signifiant « vallée, lit de rivière, rivière ») est un terme générique qui désigne un fleuve d'Afrique du Nord ou du Moyen-Orient et des régions semi-désertiques à régime hydrologique très irrégulier. Surtout présent dans les régions endoréiques, il s'anime lors des rares et fortes précipitations. Le plus souvent à sec, il peut connaître des crues spectaculaires, charriant d'énormes quantités de boue, qui provoquent parfois des changements de lit. C'est pourquoi on dit d'un oued qu'il roule plus qu'il ne s'écoule.
À plus petite échelle, il existe des oueds dans les régions méditerranéennes du Sud de la France connus sous le nom de « rivière cévenole » ou en Espagne de « ramblas ». De même, le terme arroyo, lorsqu'utilisé selon une acception analogue à un oued, désigne un cours d’eau et plus particulièrement un ruisseau temporaire qui se remplit lorsqu’il pleut.

## Étymologie
Le mot « oued » vient de l'arabe وادي wadi. En espagnol, il devient guad, et fait partie de plusieurs noms de cours d'eau tels que Guadiana, Guadalquivir, Guadalhorce ou Guadarrama.
En arabe, on l'appelle وادي wādī ou نهر (nahr), en araméen ܢܗܪܐ (nahrā’) et en hébreu נהר (nahar).
En amazigh, l'oued est appelé asif ou ighzer.
En copte, on retrouve en fonction des dialectes les termes ⲉⲓⲟⲟⲣ (eioor), ⲫⲓⲁⲣⲟ (piaro en sahidique, phiaro en bohaïrique), ⲉⲓⲉⲣⲟ (eiero), ⲓⲁⲣⲟ (iaro), ⲓⲉⲣⲟ (iero), ⲓⲉⲣⲁ (iera) ou ⲓⲟⲣ (ior), termes tous dérivés de l'égyptien ancien.
En égyptien ancien, le terme utilisé était ar (hiéroglyphes : 𓇋𓂋𓈗), iar, iaur-t, iteru, atur, atr ou atru.
Les oueds des vallées du Tibesti sont appelés enneris.

## Galerie

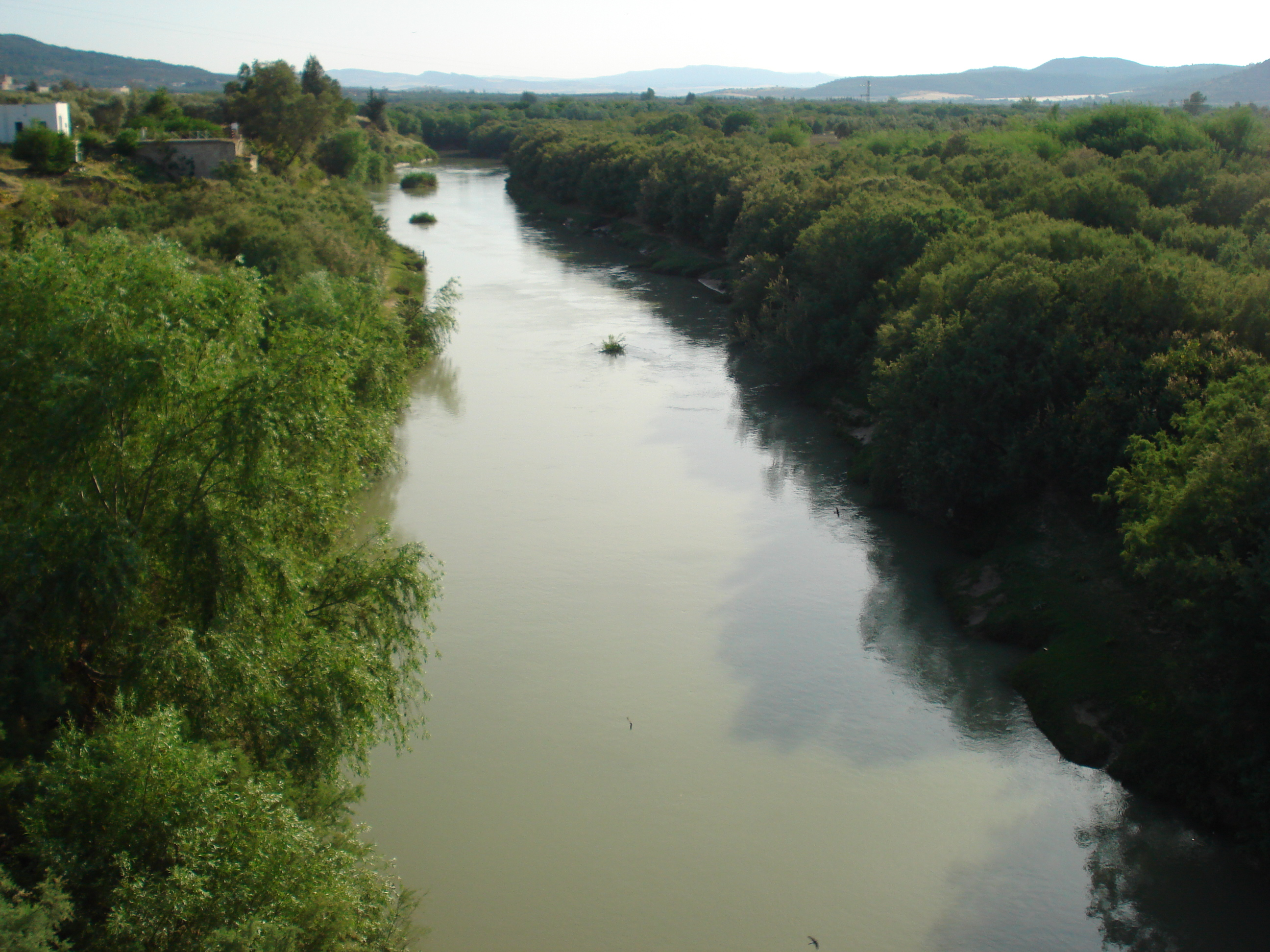
La Medjerda en Tunisie.
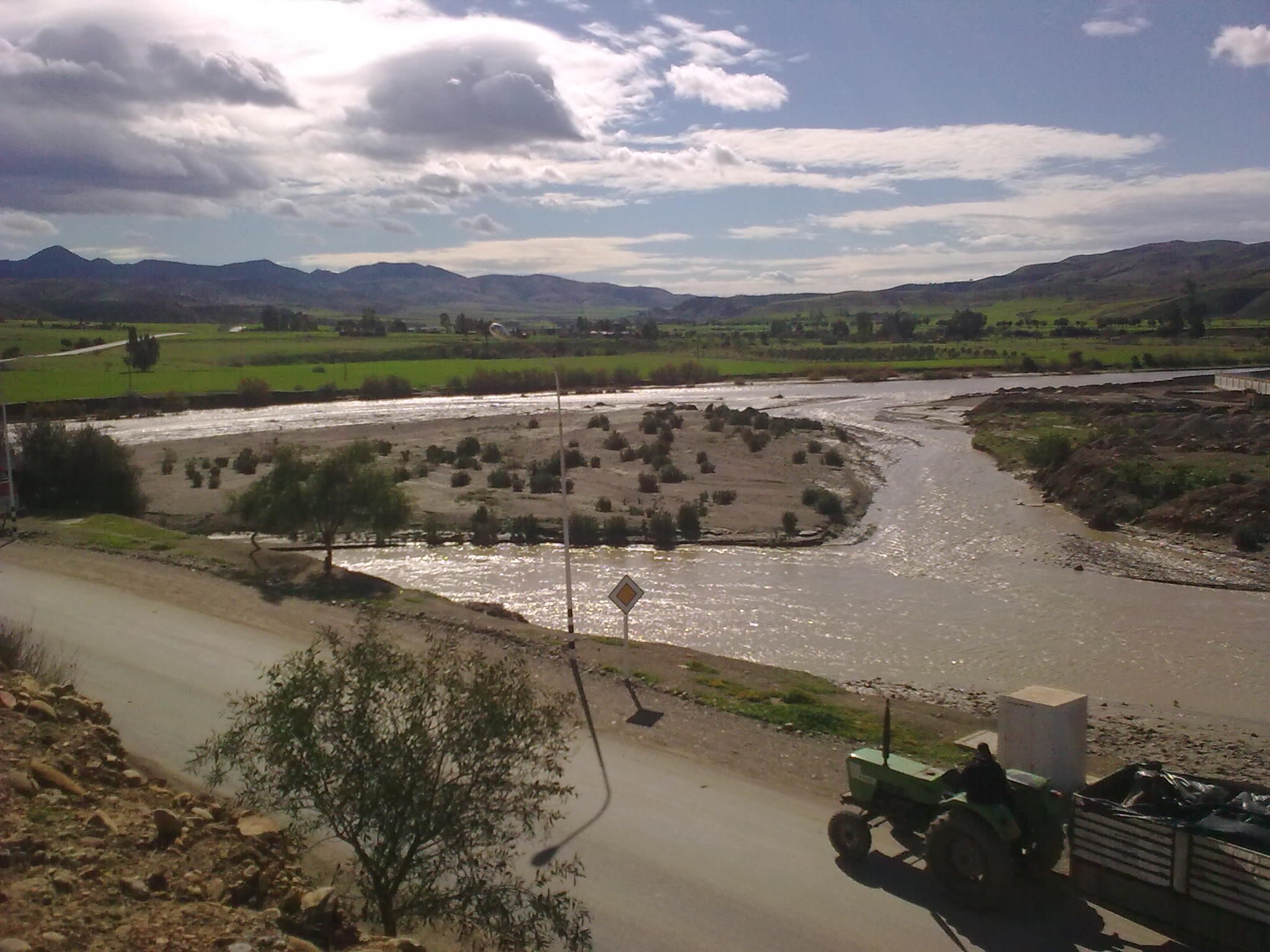
Oued à Ammi Moussa en Algérie.
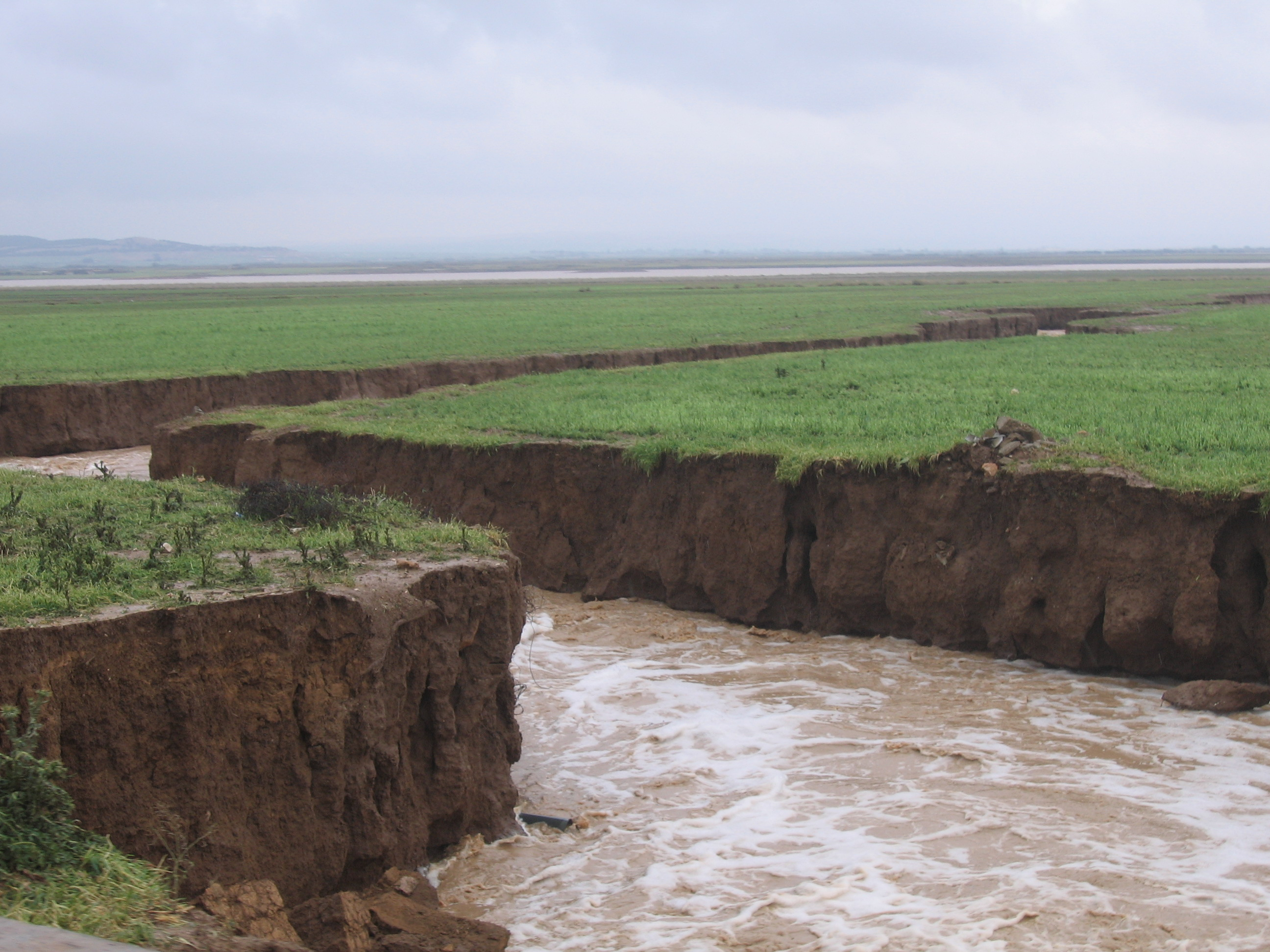
Oued en crue en Algérie dans la région de Batna.
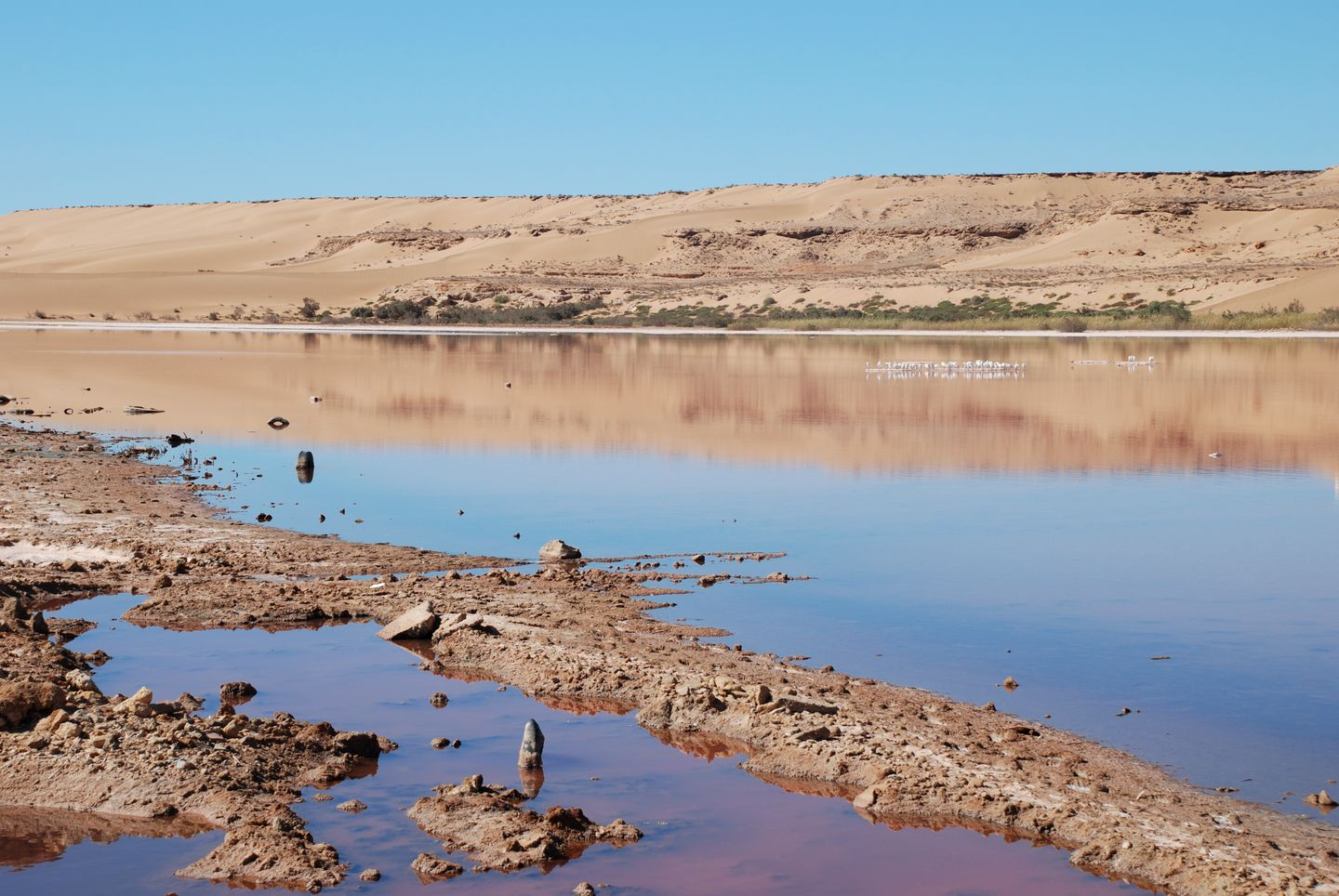
Saguia el Hamra près de Laâyoune au Sahara occidental.
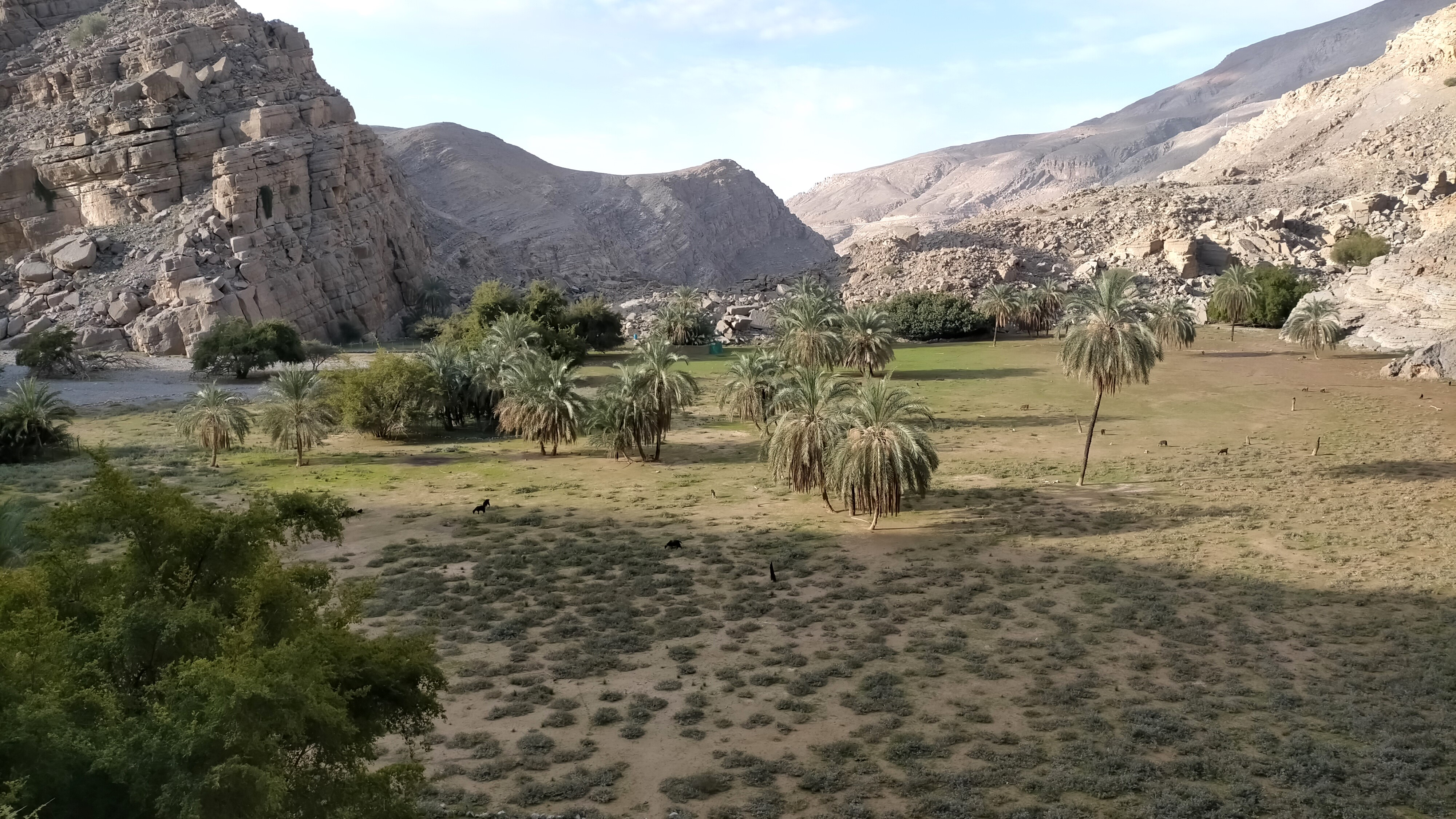
Oued Jib, affluent du Oued Shah, depuis sa confluence avec le Ouadi Arus. Émirats arabes unis.

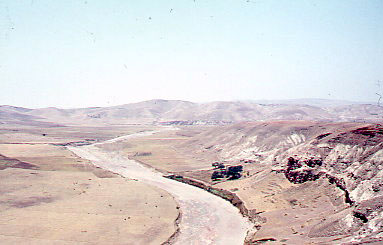
Au Maroc, vallée à sec de l'oued Tensif (entre Safi (Maroc) et Essaouira).
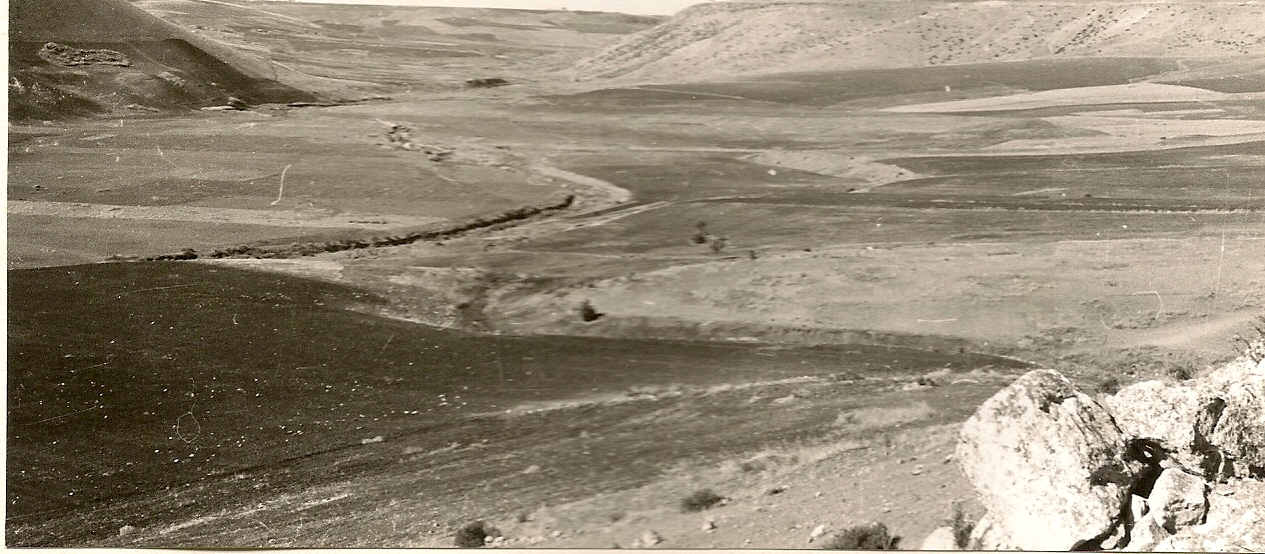
Vallée de l'oued Mellah, Maroc, lit majeur, en amont du barrage (région de Casablanca).
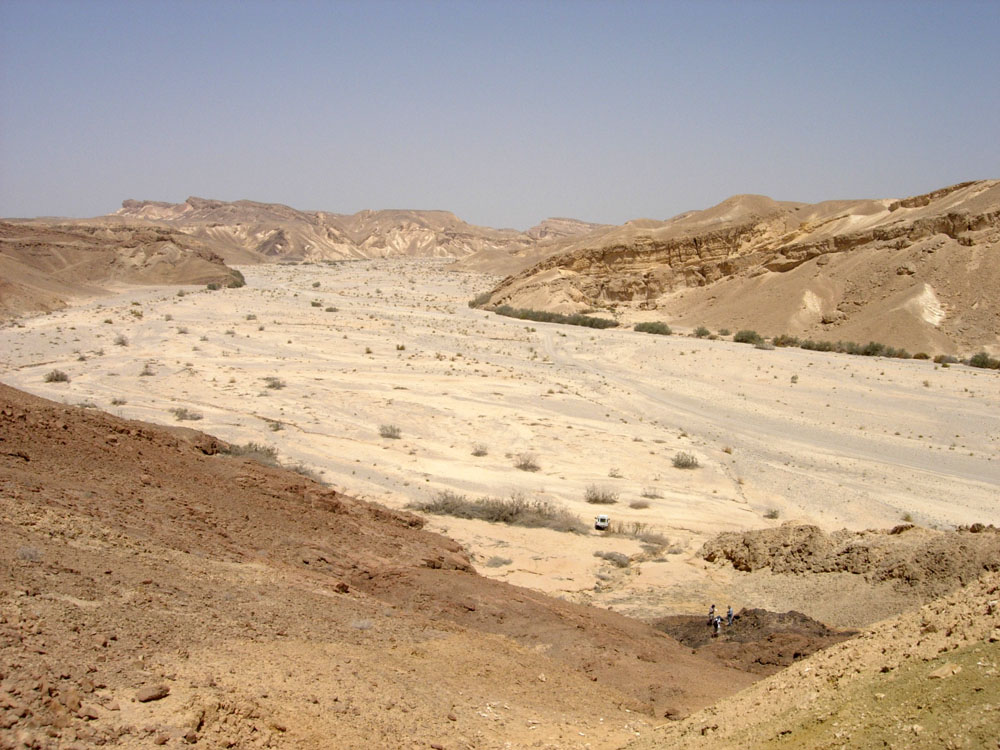
Wadi de Nahal Paran rivière éphémère dans le Désert du Neguev (Israël).
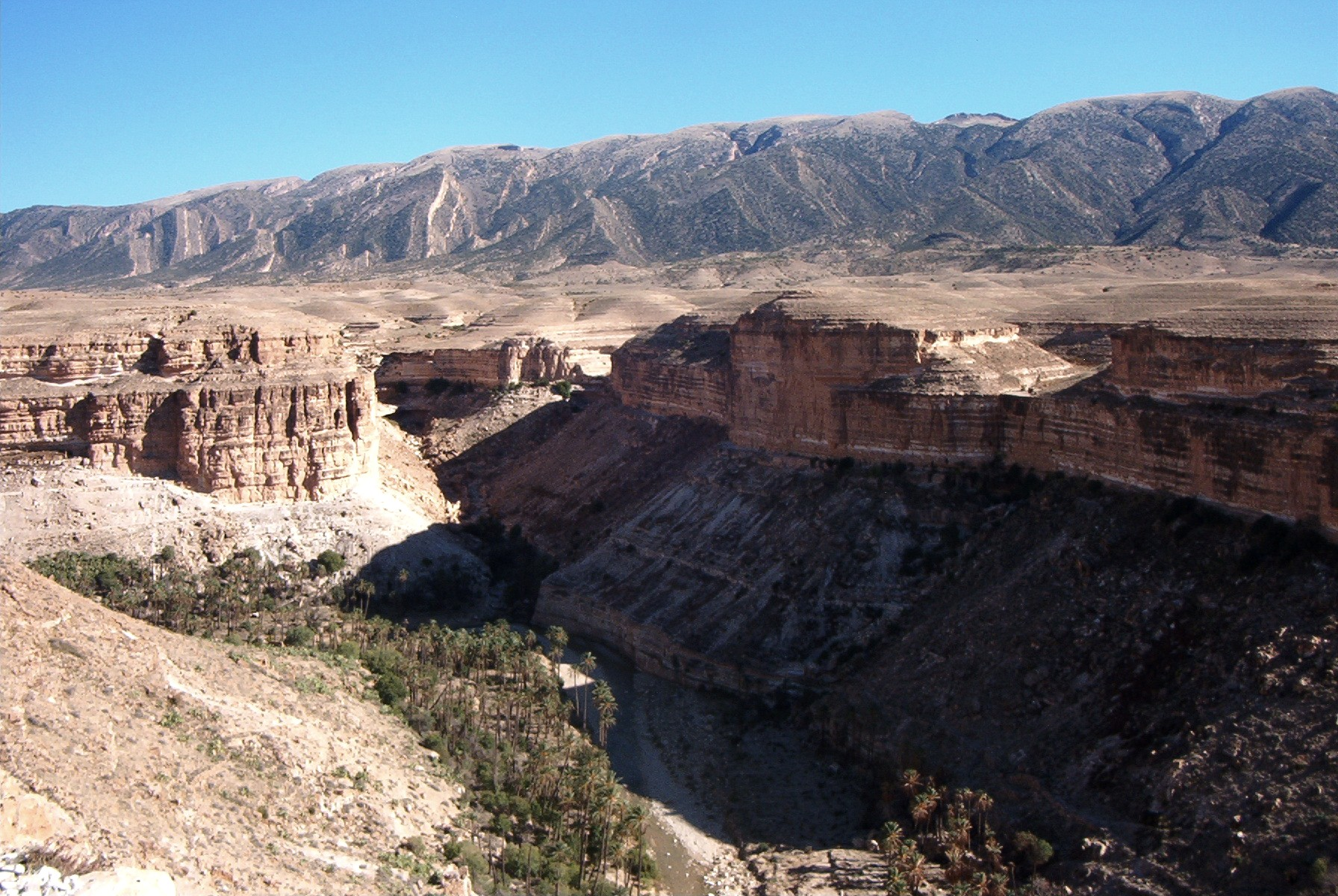
Le canyon de l'oued el Abiod à Ghoufi dans l'altlas auressien.
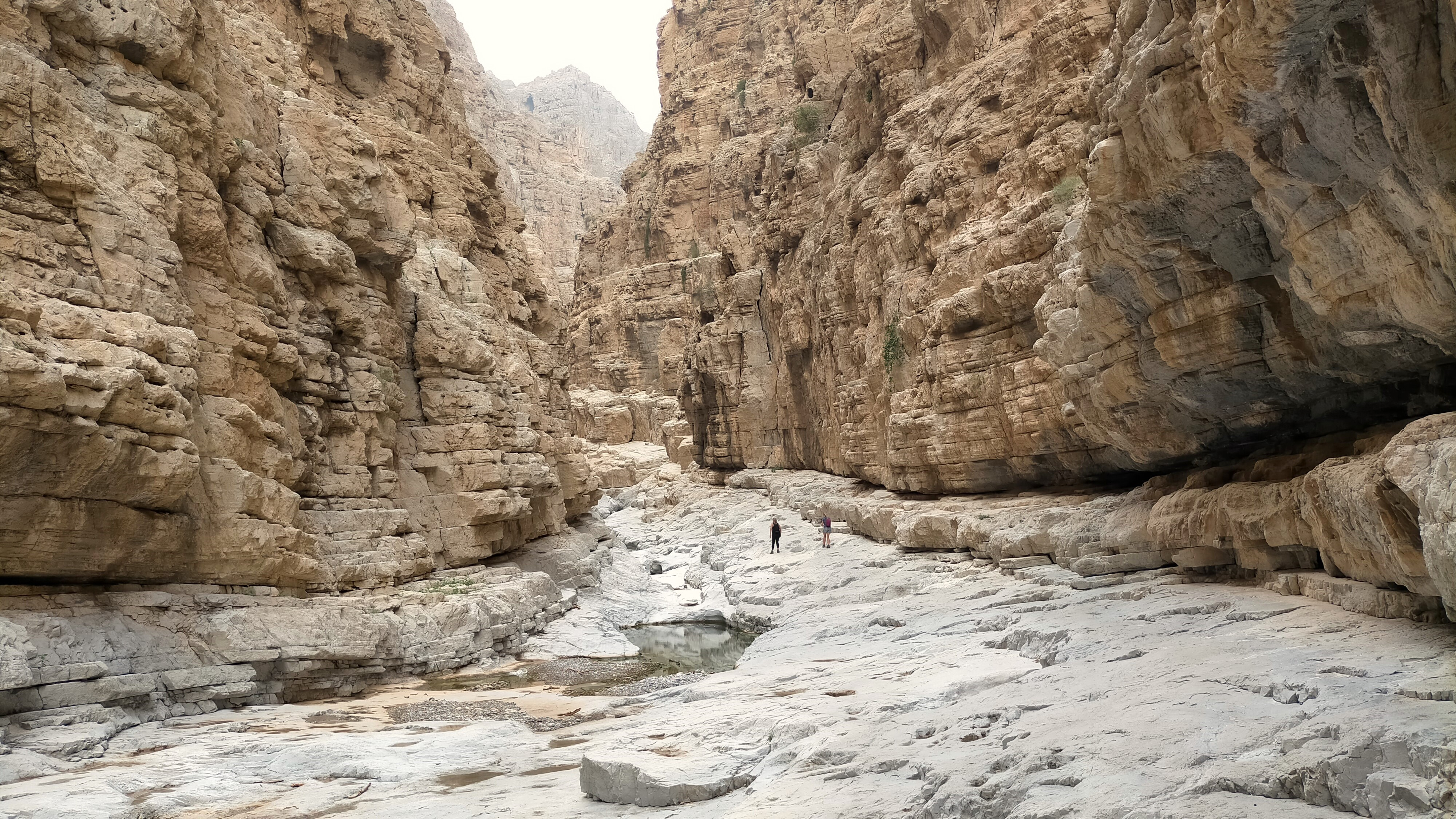
Oued Naqab - Koub canyon area. Ras el Khaïmah, Émirats arabes unis.